# Charles-Hippolyte Dubois-Davesnes
Pour les articles homonymes, voir Fanny Dubois-Davesnes.
Charles-Hippolyte Dubois, dit Dubois-Davesnes, est un auteur dramatique, acteur et metteur en scène français né le 23 décembre 1800 (2 nivôse an IX) dans l'ancien 5e arrondissement de Paris et mort le 29 juin 1874 à Paris 16e.
Il est le père de la sculptrice Fanny Dubois-Davesnes (1832-1900).

## Biographie
Ouvrier bijoutier, premier prix de tragédie, il commence sa carrière fort jeune en faisant représenter, à 16 ans, sa pièce Maître Frontin à Londres au théâtre de la Gaité le 17 avril 1816. Il débute comme acteur le 29 octobre 1822 au théâtre de l'Odéon puis est engagé à l'Ambigu (1825), au Vaudeville (1827-1828), de nouveau à l'Ambigu (1828-1829) puis à l'Odéon (1830) où il obtient un important succès dans La Tour de Nesle d'Alexandre Dumas. 
Directeur de scène du Gymnase puis des Variétés (1830-1850), il devient régisseur général du Théâtre-Français de 1850 à 1873. Ses pièces ont été représentées sur les plus grandes scènes parisiennes du XIXe siècle.
Il a également utilisé les pseudonymes de Davenne, Davesne, Dubois, Dubois aîné et Dubois d'Avesnes.

## Œuvres
- 1816 : Maître Frontin à Londres, comédie en 1 acte
- 1827 : L'Obligeant maladroit, comédie en 1 acte mêlée de couplets
- 1828 : Julien et Justine, ou Encore des ingénus, tableau villageois, avec Charles Desnoyer
- 1829 : Caïn, drame en 2 tableaux mêlé de musique, avec Pierre-François Beauvallet
- 1829 : Le Ménage du maçon, ou les Mauvaises connaissances, pièce dramatique en 6 journées, avec Desnoyer
- 1830 : La Leçon de dessin, ou Mon ami Polycarpe, comédie en 1 acte, avec Desnoyer
- 1830 : Les Trois jours, chant dithyrambique, avec Pierre-François Beauvallet
- 1832 : Notre-Dame de Paris, drame en 3 actes et 7 tableaux tiré du roman de Victor Hugo
- 1834 : Les bons maris font les bonnes femmes, comédie-vaudeville en 3 actes, avec Auguste Lepoitevin de L'Égreville et Valory
- 1836 : Le Muet d'Ingouville, comédie-vaudeville en 2 actes, avec Jean-François-Alfred Bayard et Hugues Bouffé
- 1837 : Farruck le Maure, drame en 3 acte
- 1838 : Candinot, roi de Rouen, vaudeville en 2 actes, avec Bouffé, Eugène Moreau, et Henri-Horace Meyer
- 1840 : Le Père Turlututu, ou les Souvenirs, comédie-vaudeville en 1 acte
- 1840 : Megani, ou les Comédiens du grand duc, comédie-vaudeville en 3 acte
- 1842 : Marie, ou Un dévouement de jeune fille, drame vaudeville en 3 actes, avec Alzay
- 1844 : Une chaîne à rompre, vaudeville en 1 acte
- 1844 : Fleur-de-Genêt, comédie-vaudeville en 2 actes
- 1844 : La Parisienne, comédie-vaudeville en 2 actes, avec Émile Souvestre
- 1845 : Une nuit terrible, vaudeville en 1 acte, avec Saintine
- 1846 : Pierre Février, comédie-vaudeville en 1 acte
- 1848 : La Reine d'Yvetot, vaudeville en 1 acte, avec Alzay
- 1863 : Les Vapeurs de la marquise, comédie-vaudeville en 1 acte